# Oswald Frank

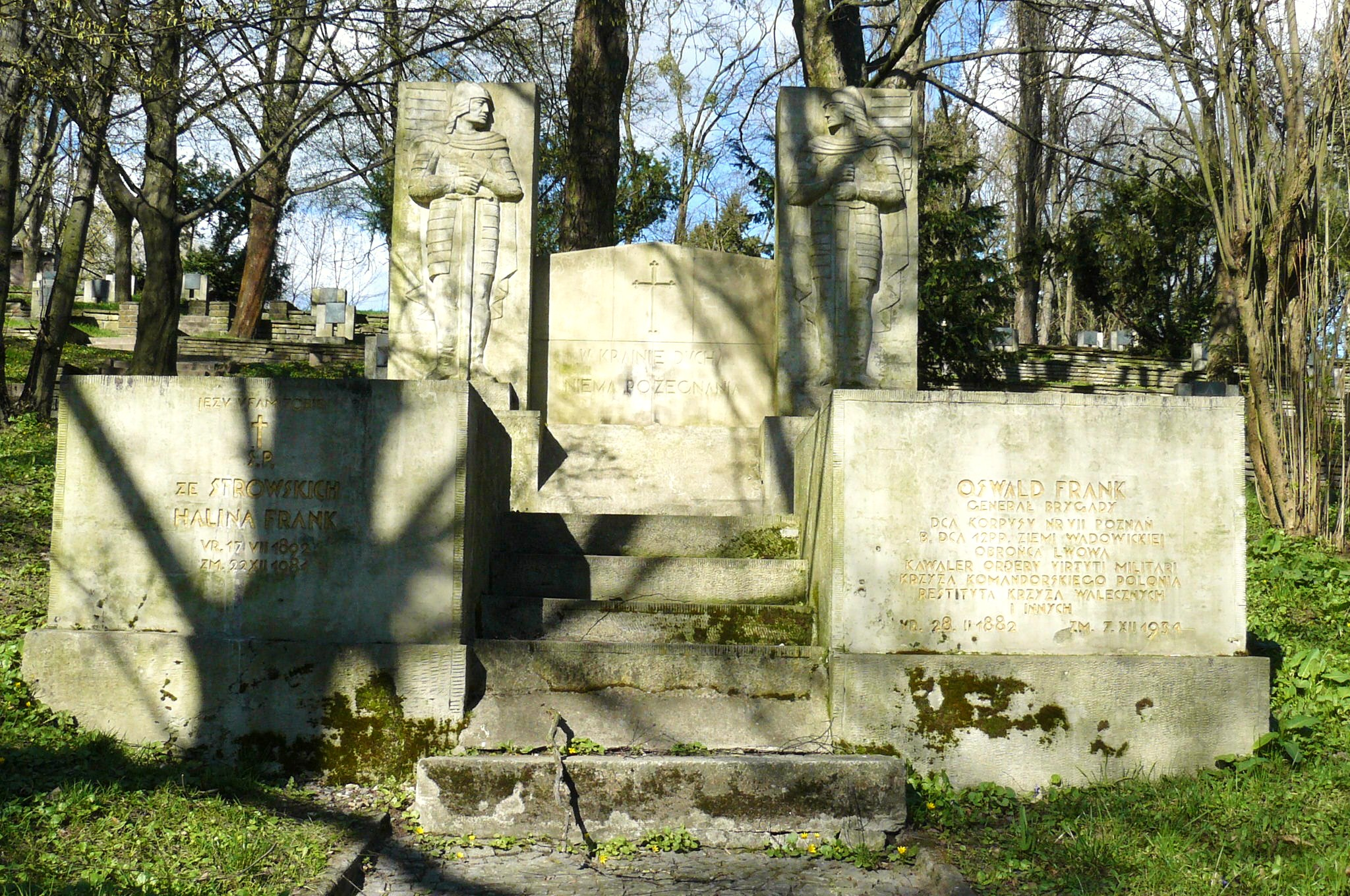
Grobowiec Oswalda Franka na Cytadeli w Poznaniu

Oswald Frank (ur. 28 lutego 1882 w Rawie Ruskiej, zm. 7 grudnia 1934 w Poznaniu) – generał brygady Wojska Polskiego, kawaler Orderu Virtuti Militari.

## Życiorys
Urodził się 28 lutego 1882 w Rawie Ruskiej, w ówczesnym mieście powiatowym Królestwa Galicji i Lodomerii, w rodzinie Wincentego i Klary z domu Saling. Miał siedmioro rodzeństwa. Jego bratem był Wilhelm (ur. 10 lutego 1884).
Oswald kształcił się w seminarium nauczycielskim w Sokalu, które ukończył w 1900. Pracował w Szkole Wydziałowej III klasowej Męskiej im. św. Stanisława Kostki w Przemyślu, w charakterze nauczyciela nadetatowego. W 1903 został powołany do służby wojskowej w cesarskiej i królewskiej Armii, w charakterze jednorocznego ochotnika . Po zakończeniu służby wojskowej został zatrudniony jako nauczyciel w czteroklasowej Szkole Męskiej im. Cesarza Franciszka Józefa I w Przemyślu. Na stopień porucznika (niem. Leutnant) rezerwy został mianowany ze starszeństwem z 1 stycznia 1905 w korpusie oficerów piechoty i przydzielony w rezerwie do Morawskiego Pułku Piechoty Nr 54, który wówczas stacjonował w Cieszynie i Ołomuńcu. W 1907 został przemianowany na oficera zawodowego w stopniu porucznika ze starszeństwem z 1 maja 1907 w korpusie oficerów piechoty i wcielony do Morawskiego Pułku Piechoty Nr 54, który wówczas stacjonował w Pljevlji, w Czarnogórze. Na stopień nadporucznika awansował ze starszeństwem z 1 listopada 1912 w korpusie oficerów piechoty. W 1912 przez pięć miesięcy był przydzielony do Biura Wywiadowczego 1 Korpusu w Krakowie. W latach 1912–1913 wziął udział w mobilizacji sił zbrojnych Monarchii Austro-Węgierskiej, wprowadzonej w związku z wojną na Bałkanach.
Podczas I wojny światowej walczył jako dowódca kompanii na froncie rosyjskim. Na kapitana awansował ze starszeństwem z 1 lipca 1915 w korpusie oficerów piechoty. Jego oddziałem macierzystym był nadal Pułk Piechoty Nr 54. W 1918 został przydzielony do Ministerstwa Wojny, a następnie do Ambasady w Petersburgu.
Od 12 stycznia 1919 pozostawał bez funkcji w Stacji Zbornej Oficerów w Krakowie. 7 lipca 1919 został przyjęty do Wojska Polskiego z byłej armii austro-węgierskiej z zatwierdzeniem posiadanego stopnia kapitana i przydzielony do 12 pułku piechoty. Od 17 lutego 1919 do 23 maja 1920 dowodził batalionem 12 pp na wojnie z bolszewikami. Ranny, od 23 maja do 5 września 1920 przebywał w szpitalu. 6 września tego roku został dowódcą batalionu zapasowego 12 pp. 11 czerwca 1920 został zatwierdzony z dniem 1 kwietnia 1920 w stopniu podpułkownika, w piechocie, w grupie oficerów byłej armii austro-węgierskiej. 3 maja 1922 został zweryfikowany w stopniu pułkownika ze starszeństwem z 1 czerwca 1919 i 115. lokatą w korpusie oficerów piechoty.
1 września 1921 został dowódcą 12 pułku piechoty. Pułkiem dowodził do marca 1927. Z dniem 1 marca 1925 został „odkomenderowany dla czasowego pełnienia w zastępstwie obowiązków dowódcy piechoty dywizyjnej” 6 Dywizji Piechoty w Krakowie. 19 marca 1927 mianowany został dowódcą piechoty dywizyjnej 10 Dywizji Piechoty w Łodzi.
24 grudnia 1929 roku Prezydent RP mianował go generałem brygady ze starszeństwem z dniem 1 stycznia 1930 i 5. lokatą w korpusie generałów, a minister spraw wojskowych mianował na stanowisko pomocnika dowódcy Okręgu Korpusu Nr III w Grodnie. 12 lipca 1932 został mianowany dowódcą Okręgu Korpusu Nr VII w Poznaniu. Obowiązki na tym stanowisku pełnił do swojej śmierci. Zmarł 7 grudnia 1934. Pochowany na Cmentarzu wojennym Bohaterów Radzieckich w Poznaniu (kwatera 5-C).
Był mężem Haliny ze Strowskich (ur. 1892, zm. 22 grudnia 1981 w Warszawie) .

## Ordery i odznaczenia
- Krzyż Srebrny Orderu Wojskowego Virtuti Militari nr 686[29] (22 lutego 1921)[30]
- Krzyż Komandorski Orderu Odrodzenia Polski (10 listopada 1933)[31]
- Krzyż Walecznych (dwukrotnie: po raz pierwszy w 1921[32])
- Złoty Krzyż Zasługi (10 listopada 1928)[33]
- Medal Pamiątkowy za Wojnę 1918–1921[34]
- Medal Dziesięciolecia Odzyskanej Niepodległości[34]
- Odznaka za rany i kontuzje[34]
- Srebrny Medal Zasługi Wojskowej z mieczami na wstążce Krzyża Zasługi Wojskowej[17]
- Brązowy Medal Zasługi Wojskowej z mieczami na wstążce Krzyża Zasługi Wojskowej[17]
- Krzyż Jubileuszowy Wojskowy[35]
- Krzyż Pamiątkowy Mobilizacji 1912–1913[36]

## Upamiętnienie
Generał Oswald Frank jest patronem Szkoły Podstawowej Nr 48 w Poznaniu przy ul. Sarmackiej 105.